# Luis Miguel Dominguín
Luis Miguel González Lucas, znany jako Luis Miguel Dominguín (ur. 9 listopada 1926 w Madrycie, zm. 8 maja 1996 w San Roque) – jeden z najsłynniejszych hiszpańskich matadorów. Przyjaciel Picassa, kochanek słynnych kobiet, ojciec piosenkarza i aktora Miguela Bosé.

## Życiorys
Sławnym toreadorem był również jego ojciec, Domingo González, zwany Dominguínem. To dlatego Luis Miguel przyjął ten sam pseudonim. Tauromachią parali się również jego bracia – Pepe Dominguín i Domingo Dominguín. Po raz pierwszy wystąpił publicznie na arenie w Lizbonie w wieku 12 lat. Oficjalnie pasowany na matadora 2 sierpnia 1944 w A Coruñi przez Domingo Ortegę. Miał niespełna 21 lat, kiedy wystąpił u boku legendarnego Manolete na arenie w Linares. Tego sierpniowego popołudnia 1947 byk Islero śmiertelnie ugodził Manolete w udo.
W latach 50. legendarna była jego rywalizacja z innym matadorem – Antonio Ordoñezem, którą opisał Ernest Hemingway w zbiorze opowiadań Niebezpieczne lato. Również w życiu prywatnym nie przestawał budzić kontrowersji. W latach 1955–1968 był żonaty z włoską aktorką Lucią Bosé, z którą miał troje dzieci: syna Miguela, aktora i piosenkarza, znanego z roli sędziego w filmie Wysokie obcasy Pedro Almodóvara, oraz dwie córki - Lucię i Paolę Dominguín (ur. 5 listopada 1960). Miewał jednak burzliwe romanse z wieloma słynnymi kobietami: Avą Gardner, Maríą Félix, Ritą Hayworth, Laną Turner czy Lauren Bacall. Popularna na przełomie lat 40. i 50. XX wieku aktorka meksykańska czeskiego pochodzenia Miroslava Stern popełniła samobójstwo prawdopodobnie z powodu Dominguina. W 1987 poślubił Rosario Primo de Riverę.